# Rocca d'Evandro
Rocca d'Evandro är en ort och kommun i provinsen Caserta i regionen Kampanien i Italien. Kommunen hade 3 178 invånare (2017).